# ATP Challenger Hamburg
Das ATP Challenger Hamburg ist  ein Tennisturnier, das von 1995 mit einer Unterbrechung bis 2003 und ab 2019 wieder jährlich in Hamburg stattfindet. Es gehört zur ATP Challenger Tour und wird seit 2019 in der Halle auf Hartplatz gespielt. Bis 2003 wurde es im Racket Inn auf Teppich gespielt. Austragungsort ist seit 2019 der DTB-Stützpunkt in Hamburg-Horn.

## Liste der Sieger

### Einzel
| Jahr                         | Sieger                  | Finalgegner             | Ergebnis        |
| ---------------------------- | ----------------------- | ----------------------- | --------------- |
| 2024                         | Henri Squire            | Clément Chidekh         | 6:4, 6:2        |
| 2023                         | Illja Martschenko       | Dennis Novak            | 6:2, 6:3        |
| 2022                         | Alexander Ritschard     | Henri Laaksonen         | 7:5, 6:5 aufgg. |
| 2021: nicht ausgetragen      |                         |                         |                 |
| 2020                         | Taro Daniel             | Sebastian Ofner         | 6:1, 6:2        |
| 2019                         | Botic van de Zandschulp | Bernabé Zapata Miralles | 6:3, 5:7, 6:1   |
| 2004–2018: nicht ausgetragen |                         |                         |                 |
| 2003                         | Mario Ančić             | Rafael Nadal            | 6:2, 6:3        |
| 2002                         | Raemon Sluiter          | Neville Godwin          | 6:1, 6:3        |
| 2001                         | Michaël Llodra          | Jan Vacek               | 6:4, 6:3        |
| 2000                         | Alexander Popp          | Andy Fahlke             | 6:3, 6:2        |
| 1999                         | Uladsimir Waltschkou    | Axel Pretzsch           | 4:6, 6:3, 7:6   |
| 1997–1998: nicht ausgetragen |                         |                         |                 |
| 1996                         | Kenneth Carlsen         | Frederik Fetterlein     | 6:3, 4:6, 6:3   |
| 1995                         | David Prinosil          | Martin Sinner           | 6:1, 6:4        |

### Doppel
| Jahr                         | Sieger                             | Finalgegner                             | Ergebnis          |
| ---------------------------- | ---------------------------------- | --------------------------------------- | ----------------- |
| 2024                         | Mattia Bellucci Rémy Bertola       | Karol Drzewiecki Patrik Niklas-Salminen | 6:4, 7:5          |
| 2023                         | Dennis Novak Akira Santillan       | Alexandru Jecan Mick Veldheer           | 6:4, 3:6, [10:3]  |
| 2022                         | Treat Huey Max Schnur              | Dustin Brown Julian Lenz                | 7:66, 6:4         |
| 2021: nicht ausgetragen      |                                    |                                         |                   |
| 2020                         | Marc-Andrea Hüsler Kamil Majchrzak | Lloyd Glasspool Alex Lawson             | 6:3, 1:6, [20:18] |
| 2019                         | Jamie Cerretani Maxime Cressy      | Ken Skupski John-Patrick Smith          | 6:4, 6:4          |
| 2004–2018: nicht ausgetragen |                                    |                                         |                   |
| 2003                         | Aleksandar Kitinov Magnus Larsson  | Todd Perry Jim Thomas                   | 4:6, 7:67, 7:610  |
| 2002                         | Mark Merklein Paul Rosner          | Wesley Moodie Shaun Rudman              | 6:3, 6:4          |
| 2001                         | Julian Knowle Lorenzo Manta        | Karsten Braasch Jens Knippschild        | 6:3, 7:64         |
| 2000                         | Tomáš Cibulec Leoš Friedl          | Mark Gienke Florian Jeschonek           | 4:6, 6:3, 6:2     |
| 1999                         | Michael Kohlmann Filippo Veglio    | Martín Alberto García Cristiano Testa   | 6:4, 7:6          |
| 1997–1998: nicht ausgetragen |                                    |                                         |                   |
| 1996                         | Tomáš Krupa Pavel Vízner           | Karsten Braasch Patrik Kühnen           | 6:3, 7:5          |
| 1995                         | David Prinosil Martin Sinner       | Clinton Ferreira Aleksandar Kitinov     | 6:2, 6:3          |